# Едіт Кетрін Кеш
Едіт Кетрін Кеш (англ. Edith Katherine Cash; 14 жовтня 1890—6 квітня 1992) — американська вчена-міколог та ліхенолог.

## Юні роки життя
Едіт Кеш народилася у Бінгемтоні, штат Нью-Йорк, у родині Джона Ферріса Кеша та Аделли Кнапп Кеш. У 1912 році закінчила Університет Джорджа Вашингтона зі ступенем бакалавра з історії та мови, була лауреатом студентської премії Томаса Ф. Волша за успіхи в навчанні. Вона була обізнана з європейською літературою, та, згідно з каталогом Університету Джорджа Вашингтона, її фахом була французька мова. Вона навчалася як асистент лише одну ніч на тиждень протягом шести місяців (з жовтня 1921 по травень 1922), щоб отримати офіційну підготовку з мікології у Вищій школі США. У цій установі вона провела всю свою наукову діяльність. Кеш розпочала роботу як ботанічний перекладач у 1913 році. Через 11 років, у 1924 році, вона перейшла на посаду молодшого патолога (1924). У 1929 році отримала посаду помічника патологоанатома, у 1944 – асоційованого міколога, а у 1956 році - міколога.

## Кар'єра
Колеги-мікологи та ботаніки згадують Кеш як видатного вченого та наставника молоді. Як професіонал, вона була відома своєю увагою до деталей і точністю, що дозволило отримати посаду редактора наукових журналів. Вона протягом багатьох років була редактором розділу мікології «Biological Abstracts» та єдиною людиною, яка була членом редакційної колегії журналу «Mycologia» три п’ятирічні періоди.
Протягом перших десяти років на посаді патолога-міколога Кеш опублікувала 14 статей, 11 з яких стосувалися грибів Discomycetes та описала 37 нових видів. Дискоміцети — це колишня таксономічна група аскоміцети. Гриби, які мають чашеподібні апотеції, були відомі як Discomycetes. Вона також описала багато видів з Sclerotinia, що сприяло підвищенню інтересу до вивчення цього роду.
Едіт Кеш протягом наукової кар'єри описала види Discomycetes з багатьох країн та інші види грибів. Її публікації включають опис Discomycetes з Каліфорнії (Cash 1958), Гаваї (Cash 1938), Discomycetes and Hysteriales з Флориди (Cash 1943), Південна Америка, Індія та гриби, виявлені на живих орхідеях. Зразки грибів були зібрані в портах інспекторами Відділу карантину рослин Служби сільськогосподарських досліджень Міністерства сільського господарства США; деякі види грибів були вперше зареєстровані на орхідеях (Cash and Watson 1955). У 1965 році вона також опублікувала «Mycological English-Latin Glossary». Окрім своїх публікацій, Кеш описала 134 нових види грибів, про які повідомлялося в рецензованих наукових журналах та ідентифікувала понад 11000 зразків грибів, у тому числі описала понад 600 видів грибів і рослин латиною.
31 травня 1958 року Кеш вийшла на пенсію, але продовжила працювати над власними дослідженнями та готувати описи латинською мовою для своїх колег по всьому світу. У 1975 році Кеш і її сестра переїхали до Бінгемтону, де вона почала навчати членів громади спостерігати та розпізнавати місцеві квітучі рослини. Вона ніколи не виходила заміж, померла 6 квітня 1992 року у віці 101 року. Її останки знаходяться на кладовищі Рок-Крік, Вашингтон поруч із останками її старшої сестри Ліліан Клер Кеш, яка теж була мікробіологом.

## Відзнаки та нагороди
У 1956 році Кеш отримала нагороду уряду США за найкращий внесок до всесвітнього індексу грибів, який використовувався як основне джерело довідкової інформації щодо номенклатури та таксономії грибів. Протягом трьох років після виходу на пенсію вона була відзначена в Галереї сучасних відомих мікологів. Кеш була членом Американського фітопатологічного товариства, Американської асоціації сприяння розвитку науки, у 1960 році включена до списку «Американські люди науки», статутним членом Мікологічного товариства Америки. таксони грибів, названі на її честь, включають рід Cashiella, гриб Lamprospora cashiae та лишайник Lethariella cashmeriana.

## Окремі праці
- Cash E. K. (1938). New records of Hawaiian Discomycetes. Mycologia. 30 (1): 97—107. doi:10.2307/3754484. JSTOR 3754484.
- Cash E. K. (1943). Some new or rare Florida Discomycetes and Hysteriales. Mycologia. 35 (6): 595—603. doi:10.2307/3754902. JSTOR 3754902.
- Cash E. K.; Watson A. J. (1955). Some fungi on Orchidaceae. Mycologia. 47 (5): 729—747. doi:10.2307/3755582. JSTOR 3755582.
- Cash E. K. (1958). Some new Discomycetes from California. Mycologia. 50 (5): 642—656. doi:10.2307/3756172. JSTOR 3756172.